# Enotrier
Enotrierna var ett fornfolk som bodde i nuvarande Italien. Deras område, Enotria, inkluderar dagens Apulien, Basilicata och den norra Kalabrien. Enotrierna kom förmodligen till Italien på tusentalet f.kr. tillsammans med de andra proto-latinska folken sikeler, falisker och latiner. Eventuellt kom enotrierna att köra bort folket elimer till Sicilien. Grekernas tidiga kolonier i området, som exempelvis Metaponto, kom att förflytta enotrierna från kusten till inlandet. Från sin plats i inlandet låg enotrierna i ett utnötningskrig med de grekiska kolonierna vid kusten. Från och med fyrahundratalet f.Kr. assimilerades de med andra italiker.